# 지오릿에너지
지오릿에너지(Geolit Energy Co. Ltd.)는 대한민국의 지열 에너지 기업이다. 본사는 경기도 성남시 수정구 창업로 43 4층 제비-402호(시흥동,판교글로벌비즈센터)에 위치해 있으며 대표이사는 유재훈/김대진이다

## 역사
코텍엔지니어링이 지엔원에너지로 사명을 변경한 이후 2022년 10월 현재의 사명으로 변경하였다.

## 사업
리튬 폐수에서 리튬직접추출(DLE)을 연구하고 있다

## 같이 보기
- 리튬
- 케일럼

## 참고문헌
1. ↑  지오릿에너지, 폐수에서 리튬추출 첫 파트너로 글로벌 기업 낙점, 이투데이, 2024-04-02
2. ↑  김혜란, 한국IR협의회 기업리서치센터 기술분석보고서-지오릿에너지, 2023년 5월 18일
3. ↑  유재훈 지오릿에너지 대표, 더리더, 2024-03-11
4. ↑  지오릿에너지, 폐수 리튬추출 첫 파트너 낙점, 딜사이트, 2024.04.02